# تلفزيون كل الناس
تلفزيون كل الناس قناة تلفزيونية فلسطينية بارزة، تبث من مدينة طولكرم بالضفة الغربية. يملك التلفزيون أيضًا إذاعة تعرف بإذاعة كل الناس.

## النشأة
تأسس تلفزيون كل الناس في مدينة طولكرم بالضفة الغربية، حيث يقع مقر التلفزيون في المدينة.

## مناطق البث
يصل بث تلفزيون كل الناس إلى كافة مناطق محافظة طولكرم، إضافة إلى مناطق الـ48 المجاورة، ومحافظات الضفة الغربية المجاورة.

## وصلات خارجية
- الموقع الإلكتروني الرسمي لتلفزيون كل الناس.